# All India Muslim League
All India Muslim League (Urdu: مسلم لیگ) var et politisk parti, der blev grundlagt i Britisk Indien i 1906. Ved Indiens deling i 1947 var partiet drivkraften bag skabelsen af Pakistan, som en muslimsk stat. Efter delingen af Britisk Indien i to selvstændige stater, forblev All India Muslim League aktivt i såvel Paktistan som i Indien.
I Pakistan stod partiet bag Pakistans første regering, men partiet blev opløst i 1950'erne efter et militærkup. En eller flere fraktioner af partiet har været ved magten i de fleste civile regeringer i Pakistan siden 1947. I Bangladesh blev partiet genoplivet i 1976 og vandt 14 pladser i parlamentet ved valget i 1979. Siden da har det dog være mindre betydningsfuldt.
I områderne af Indien, hvor der fortsat er en stor muslimsk minoritet, har partiet spillet en politisk rolle, specielt i Kerala, hvor partiet ofte deltager i en koalitionsregering med andre partier. 
 Denne artikel bør gennemlæses af en person med fagkendskab for at sikre den faglige korrekthed.

 Der er for få eller ingen kildehenvisninger i denne artikel, hvilket er et problem. Du kan hjælpe ved at angive troværdige kilder til de påstande, som fremføres i artiklen.